# Torneo de Limoges 2023
El Open de Limoges 2023 fue un torneo de tenis profesional jugado en canchas duras bajo techo. Fue la 16.ª edición del torneo y formó parte de los Torneos WTA 125s en 2023. Se llevó a cabo en Limoges, Francia, entre el 11 de diciembre al 17 de diciembre de 2023.

## Cabezas de serie

### Individuales
| Tenista                | Ranking | Preclasificada |
| Elisabetta Cocciaretto | 48      | 1              |
| Anna Blinkova          | 50      | 2              |
| Arantxa Rus            | 51      | 3              |
| Clara Burel            | 60      | 4              |
| Cristina Bucșa         | 90      | 5              |
| Alizé Cornet           | 116     | 6              |
| Erika Andreeva         | 122     | 7              |
| Rebecca Peterson       | 132     | 8              |

- Ranking del 4 de diciembre de 2023.

### Dobles
| Tenista                          | Ranking | Preclasificada |
| Anna Danilina Alexandra Panova   | 117     | 1              |
| Oksana Kalashnikova Maia Lumsden | 118     | 2              |

## Campeonas

### Individuales femeninos
Cristina Bucșa venció a  Elsa Jacquemot por 2–6, 6–1, 6–2

### Dobles femenino
Cristina Bucșa /  Yana Sizikova vencieron a  Oksana Kalashnikova /  Maia Lumsden por 6–4, 6–1